# Amarettikoekjes

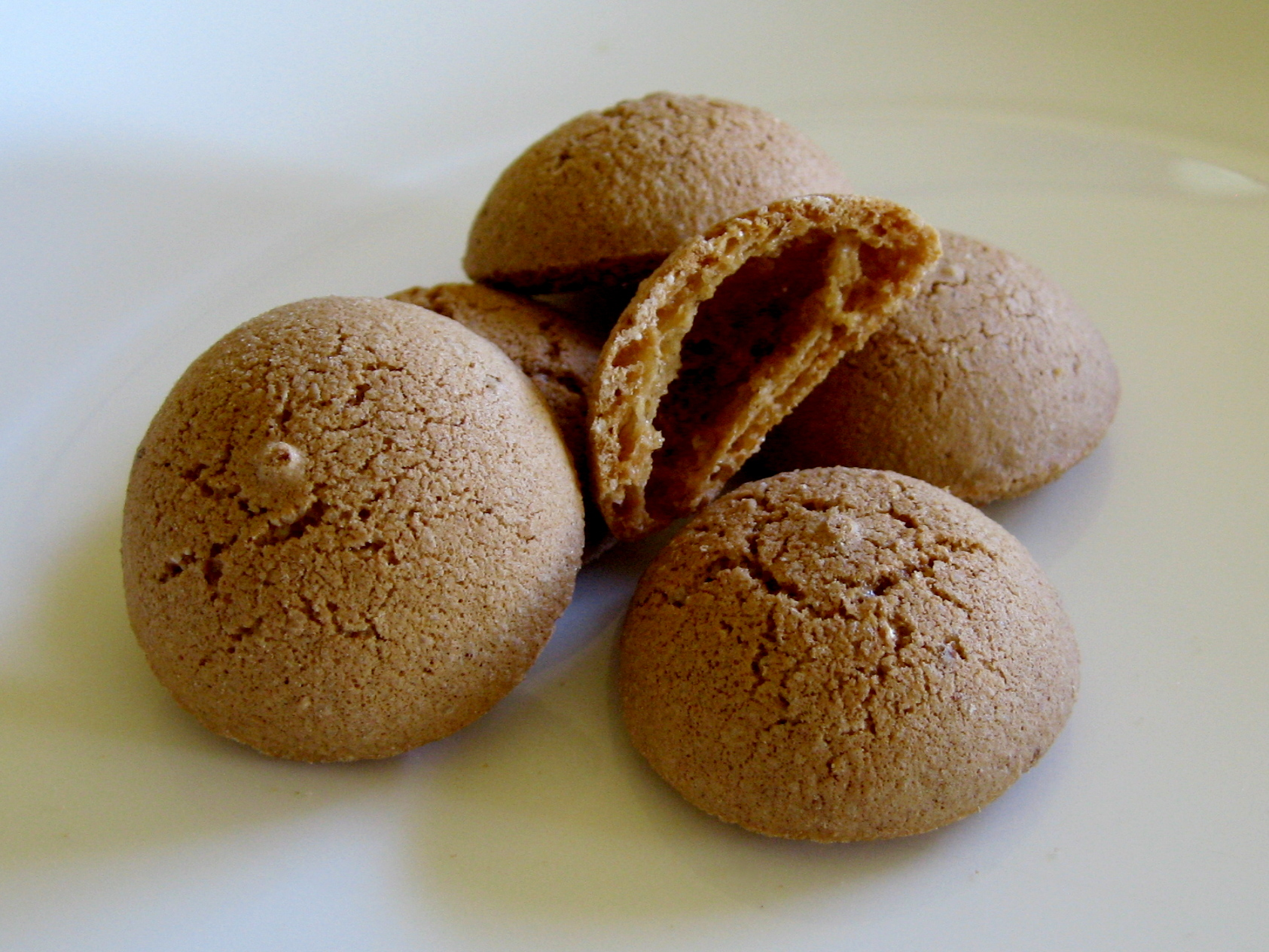
Amarettikoekjes

Amarettikoekjes zijn een uit Italië afkomstige koeksoort.
De koekjes zijn verwant aan de Franse macaron en Nederlandse bitterkoekjes. Het gaat om harde koekjes gemaakt van gemalen amandelen, met suiker en eiwit. Er wordt vaak ook een likeur bijgedaan, zoals Amaretto di Saronno.

## Geschiedenis
De koekjes worden sedert de middeleeuwen in Italië gebakken. Tegen het einde van de dertiende eeuw werden er varianten gemaakt in de Arabische landen, en tijdens de renaissance in geheel Europa. De koekjes werden in Italië vooral gemaakt met bittere amandelen uit Sardinië en Lombardije.